# 144-й гвардейский штурмовой авиационный полк
144-й гвардейский штурмовой авиационный Львовский орденов Богдана Хмельницкого и Александра Невского полк (144 гв. шап) — штурмовой авиационный полк в составе войск ВВС РККА во время Великой Отечественной войны.

## История наименований полка
- 226-й скоростной бомбардировочный авиационный полк;
- 800-й штурмовой авиационный полк;
- 144-й гвардейский штурмовой авиационный полк;
- 144-й гвардейский штурмовой авиационный Львовский полк;
- 144-й гвардейский штурмовой авиационный Львовский ордена Александра Невского полк;
- 144-й гвардейский штурмовой авиационный Львовский орденов Богдана Хмельницкого и Александра Невского полк.

## Формирование
226-й скоростной бомбардировочный авиационный полк сформирован 13 сентября 1940 года в составе 16-й авиационной дивизии Киевского особого военного округа. Полк состоял из пяти эскадрилий и управления полка (всего по штату: 62 боевых самолёта, в каждой эскадрильи по 12 самолётов и 2 самолёта управления полка). Полк получил на вооружение новейшие для того времени ближние бомбардировщики Су-2. По состоянию на 26 мая 1941 года на вооружении полка было 43 самолёта Су-2 (в том числе 11 неисправных). В начале июня 1941 года полк базировался на аэродромах Соломенка (Жуляны, г. Киев) и Бузовая (40 км в сторону Житомира).
По состоянию на 22 июня 1941 года на вооружении полка было: самолётов Су-2 — 55, лётчиков — 61, лётчиков наблюдателей — 56, экипажей, подготовленных для ведения боевых действий днём в простых метеоусловиях — 31. С 24 июня 1941 года 226-й скоростной бомбардировочный авиационный полк перешёл в состав 62-й бомбардировочной авиационной дивизии ВВС Юго-Западного фронта. После боев 1 августа 1941 года полк передал оставшиеся самолёты Су-2 в 227-й бомбардировочный авиационный полк, а в конце августа выведен на переформирование. Часть лётного и технического состава была переведена в 52-й бомбардировочный авиационный полк.
26 марта 1942 года 226-й сбап преобразован в 800-й штурмовой авиационный полк (800-й шап). На вооружении самолёты Ил-2. По состоянию на 18 мая 1942 года 800-й штурмовой авиационный полк находится в составе 226-й штурмовой авиационной дивизии.
В середине июня 1942 года после тяжёлых боев на Юго-Западном фронте полк практически потерял боеспособность. Уцелевшие штурмовики Ил-2 были переданы в 504-й штурмовой авиационный полк, а личный состав выведен в тыл на переформирование.
После переформирования 10 сентября 1942 года 800-й штурмовой авиационный полк передан в состав 226-й штурмовой авиационной дивизии 1-го штурмового авиационного корпуса и находится в резерве Ставки ВГК до 17 октября 1942 года.

### 800-й штурмовой авиационный полк в составе соединений
| Объединение | Период                  |
| --- | ----------------------- |
| 226-я штурмовая авиационная дивизия 1-й штурмовой авиационный корпус Авиация Резерва Ставки ВГК                  | 10.09.1942 — 17.10.1942 |
| 226-я штурмовая авиационная дивизия 1-й штурмовой авиационный корпус 3-я Воздушная армия Калининского фронта     | 17.10.1942 — 04.1943    |
| 226-я штурмовая авиационная дивизия 1-й штурмовой авиационный корпус 2-я Воздушная армия Воронежского фронта     | 04.1943 — 19.07.1943    |
| 226-я штурмовая авиационная дивизия 1-й штурмовой авиационный корпус 5-я Воздушная армия 2-го Украинского фронта | 20.10.1943 — 05.02.1944 |

5 февраля 1944 года за боевые отличия, стойкость и массовый героизм личного состава, проявленные в Курской битве и в сражениях на Правобережной Украине — 800-й штурмовой авиационный полк преобразован в 144-й Гвардейский штурмовой авиационный полк (Приказ НКО СССР № 016 от 05.02.1944 г.) в составе 9-й гвардейской штурмовой авиационной дивизии.

### 144-й гвардейский штурмовой авиационный полк в составе соединений
| Объединение | Период                  |
| --- | ----------------------- |
| 9-я гвардейская штурмовая авиационная дивизия 1-й гвардейский штурмовой авиационный корпус 5-я воздушная армия 2-го Украинского фронта | 05.02.1944 — 01.09.1944 |
| 9-я гвардейская штурмовая авиационная дивизия 1-й гвардейский штурмовой авиационный корпус 5-я воздушная армия 1-го Украинского фронта | 01.09.1944 — 11.05.1945 |

11 мая 1945 года выведен из состава Действующей армии.
24 сентября 1946 года 144-й гвардейский штурмовой Львовский орденов Богдана Хмельницкого и Александра Невского авиационный полк расформирован в г. Вена (Австрия).

## Командиры полка
- Прокошев Иван Георгиевич (26 мая 1941 — сентябрь 1941),
- Митрофанов Анатолий Иванович (21 сентября 1941 — декабрь 1943),
- Шишкин Павел Михайлович (декабрь 1943 — 5 февраля 1944),
- Степанов Михаил Иудович (13 января 1945—1946)

## Знаки отличия
- 5 февраля 1944 года Приказом НКО СССР № 016 от 05.02.1944 г. за боевые отличия, стойкость и массовый героизм личного состава, проявленные в Курской битве и в сражениях на Правобережной Украине 800-му штурмовому авиационному полку присвоено почётное звание Гвардейский .
- 10 августа 1944 года 144-му гвардейскому штурмовому авиационному полку за отличия в боях при овладении важным хозяйственно-политическим центром и областным городом Украины Львов — крупным железнодорожным узлом и стратегически важным опорным пунктом обороны немцев, прикрывающим пути к южным районам Польши Приказом НКО СССР № 0256 от 10 августа 1944 года на основании Приказа ВГК № 154 от 27 июля 1944 года присвоено почётное наименование Львовский[1].
- 144-й гвардейский штурмовой авиационный Львовский полк Указом Президиума Верховного Совета СССР от 26 апреля 1945 года за образцовое выполнение заданий командования в боях при прорыве обороны немцев и разгроме войск противника юго-западнее Оппельн и проявленные при этом доблесть и мужество награждён орденом Александра Невского[2].
- 144-й гвардейский штурмовой авиационный Львовский ордена Александра Невского полк Указом Президиума Верховного Совета СССР от 4 июня 1945 года за образцовое выполнение заданий командования в боях с немецкими захватчиками при ликвидации группы немецких войск, окружённой юго-восточнее Берлина и проявленные при этом доблесть и мужество награждён орденом Богдана Хмельницкого II степени[3].

## В действующей армии
22 июня 1941 — 31 августа 1941 226-й сбап
20 мая 1942 — 15 июля 1942 800-й шап
15 октября 1942 — 5 февраля 1944 800-й шап
5 февраля 1944 — 11 мая 1945 144-й гв. шап
Всего полком произведено 6913 боевых вылетов, при этом уничтожено и повреждено:

самолётов — 142;

танков — 788;

автомашин — 3691;

складов боеприпасов — 117;

подавлено батарей зенитной артиллерии — 175;

орудий прочих — 313;

гитлеровцев — 7282;

бензоцистерн — 117;

складов с горючим — 29;

ДОТов — 36;
Получено 56 благодарностей от Верховного Главного Командования.

## Герои Советского Союза
- Бегельдинов Талгат Якубекович — гвардии капитан, командир эскадрильи 144-го гвардейского штурмового авиационного полка 9-й гвардейской штурмовой авиационной дивизии 1-го гвардейского штурмового авиационного корпуса 2-й воздушной армии 27 июня 1045 года Указом Президиума Верховного Совета СССР удостоен звания Дважды Героя Советского Союза. Золотая Звезда № 6554.
- Бегельдинов Талгат Якубекович, гвардии старший лейтенант, заместитель командира эскадрильи 144-го гвардейского штурмового авиационного полка 9-й гвардейской штурмовой авиационной дивизии 1-го гвардейского штурмового авиационного корпуса 5-й воздушной армии 26 октября 1944 года Указом Президиума Верховного Совета СССР удостоен звания Герой Советского Союза. Золотая Звезда № 4619
- Балабин Юрий Михайлович, гвардии капитан, штурман 144-го гвардейского штурмового авиационного полка 9-й гвардейской штурмовой авиационной дивизии 1-го гвардейского штурмового авиационного корпуса 2-й воздушной армии 27 июня 1945 года Указом Президиума Верховного Совета СССР удостоен звания Герой Советского Союза. Золотая Звезда № 6521.
- Бутко Александр Сергеевич, командир авиаэскадрильи, удостоен звания Герой Советского Союза Указом Президиума Верховного Совета СССР 4 февраля 1944 года будучи командиром эскадрильи 667-го штурмового авиационного полка 292-й штурмовой авиационной дивизии 1-го штурмового авиационного корпуса 5-й воздушной армии. Золотая Звезда № 1470.
- Гридинский Александр Иванович, гвардии лейтенант, заместитель командира эскадрильи 144-го гвардейского штурмового авиационного полка 9-й гвардейской штурмовой авиационной дивизии 1-го гвардейского штурмового авиационного корпуса 2-й воздушной армии 6 мая 1965 года Указом Президиума Верховного Совета СССР удостоен звания Герой Советского Союза. Посмертно
- Коптев Михаил Иванович, гвардии лейтенант, командир звена 144-го гвардейского штурмового авиационного полка 9-й гвардейской штурмовой авиационной дивизии 1-го гвардейского штурмового авиационного корпуса 2-й воздушной армии 27 июня 1945 года Указом Президиума Верховного Совета СССР удостоен звания Герой Советского Союза. Золотая Звезда № 6593.
- Малов Михаил Семёнович, командир 1-й авиаэскадрильи 800-го штурмового авиационного полка 292-й штурмовой авиационной дивизии 1-го штурмового авиационного корпуса 2-й воздушной армии 28 сентября 1943 года Указом Президиума Верховного Совета СССР удостоен звания Герой Советского Союза. Посмертно.
- Мочалов Михаил Ильич, гвардии лейтенант, заместитель командира эскадрильи 144-го гвардейского штурмового авиационного полка 9-й гвардейской штурмовой авиационной дивизии 1-го гвардейского штурмового авиационного корпуса 5-й воздушной армии 26 октября 1944 года Указом Президиума Верховного Совета СССР удостоен звания Герой Советского Союза. Золотая Звезда № 4620.
- Никифоров Константин Степанович, лётчик полка, удостоен звания Герой Советского Союза Указом Президиума Верховного Совета СССР 29 июня 1945 года будучи заместителем командира 208-го штурмового авиационного полка по воздушно-стрелковой службе 227-й штурмовой авиационной дивизии 8-го штурмового авиационного корпуса 8-й воздушной армии. Золотая Звезда № 8064.
- Пошивальников Степан Демьянович, командир авиаэскадрильи 800-го штурмового авиационного полка 292-й штурмовой авиационной дивизии 1-го штурмового авиационного корпуса 2-й воздушной армии 1 июля 1944 года Указом Президиума Верховного Совета СССР удостоен звания Герой Советского Союза. Золотая Звезда № 1973.
- Расницов Анатолий Михайлович, гвардии лейтенант, командир звена 144-го гвардейского штурмового авиационного полка 9-й гвардейской штурмовой авиационной дивизии 1-го гвардейского штурмового авиационного корпуса 2-й воздушной армии 27 июня 1945 года Указом Президиума Верховного Совета СССР удостоен звания Герой Советского Союза. Золотая Звезда № 6574.
- Степанов Михаил Иудович, капитан, штурман 800-го штурмового авиационного полка 292-й штурмовой авиационной дивизии 1-го штурмового авиационного корпуса 2-й воздушной армии 1 июля 1944 года Указом Президиума Верховного Совета СССР удостоен звания Герой Советского Союза. Золотая Звезда № 1972.
- Чепелюк Сергей Георгиевич, гвардии младший лейтенант, заместитель командира эскадрильи 144-го гвардейского штурмового авиационного полка 9-й гвардейской штурмовой авиационной дивизии 1-го гвардейского штурмового авиационного корпуса 5-й воздушной армии 26 октября 1944 года Указом Президиума Верховного Совета СССР удостоен звания Герой Советского Союза. Золотая Звезда № 4621.
- Чесноков Леонид Иванович, командир звена полка, удостоен звания Герой Советского Союза Указом Президиума Верховного Совета СССР 24 марта 1945 года будучи командиром эскадрильи 207-го отдельного разведывательного авиационного полка 5-й воздушной армии. Золотая Звезда № 4760.
- Щапов Борис Дмитриевич, гвардии младший лейтенант, старший лётчик 144-го гвардейского штурмового авиационного полка 9-й гвардейской штурмовой авиационной дивизии 1-го гвардейского штурмового авиационного корпуса 5-й воздушной армии 19 августа 1944 года Указом Президиума Верховного Совета СССР удостоен звания Герой Советского Союза. Посмертно.

## Эпизоды боевого пути полка

### 30.05.1942 г. Удар по аэродрому Курск-Западный
30.05.1942 г. в период с 7.15 до 7.20 шестёрка Ил-2 800-го шап (226-я шад), ведомая капитаном П. А. Русаковым, нанесла эффективный бомбоштурмовой удар по аэродрому Курск-Западный, на котором находилось до 40 самолётов противника. Прикрытие обеспечивали 10 ЛаГГ-3 из 31-го иап (206-я иад).
Подход к цели и уход от неё осуществлялся на предельно малой высоте. Удар производился в одном заходе вдоль стоянок немецких самолётов с выскакиванием на высоту 100—150 м. Несмотря на сильный огонь зенитной артиллерии, «Илы» и поддержавшие их атаку ЛаГГи (ввиду отсутствия в районе цели истребителей противника) по докладам экипажей уничтожили и повредили до 15 самолётов люфтваффе. Штурмовики потерь не понесли, а истребители сопровождения в бою с группой Bf-109 потеряли два самолёта. При этом капитан Краснов спасся на парашюте, а лейтенант Быстров пропал без вести.
Этот боевой вылет был первым вылетом 226-й шад.

### 31.05.1942 г. Удар по аэродрому Курск-Восточный
Рано утром 31.05.1942 г. штурмовики 800-го шап (226-й шад) под прикрытием 7 ЛаГГ-3 из 31-го иап (206-я иад) нанесли бомбоштурмовой удар по аэродрому Курск-Восточный, на котором базировалось до 50 бомбардировщиков люфтваффе.
Из-за сильного огневого воздействия с земли и в воздухе сопровождающие истребители сначала потеряли из виду своих подопечных, и «ильюшины» пришли в район цели без прикрытия. Но потом истребители прорвались к Илам и сопровождали их до самой посадки на своём аэродроме.
В итоге этого налёта боевой счёт 800-го шап увеличился ещё на десять уничтоженных и повреждённых самолётов противника. Один Bf-109 был сожжён в воздухе.
Налёты, совершенные 30-31.05.42 г. вынудили командование немецкого 4-го ВФ перебазировать самолёты Курского аэроузла подальше от линии фронта.

### 05.07.1943 г. Удар по аэродрому Сокольники
05.07.1943 г. в 4.30 две группы по 12 и 18 Ил-2 от 820-го шап и 800-го шап (226-й шад) под прикрытием 23 Як-1 нанесли удар по аэродрому Харьков-Сокольники.

Атаковано до 50 самолётов. По докладам экипажей уничтожено до 15 самолётов и повреждено до 8 самолётов, создано 17 очагов пожаров, 1 взрыв большой силы, подавлен огонь 4 точек МЗА, сбито 2 истребителя. В районе цели группа 12 Ил-2 820-го шап провела воздушный бой с 20 Bf-109 и Fw-190. Ст. сержант Ратченко сбил Bf-109, который упал горящим в 2 км южнее н. п. Непокрытое.

### 04.08.1943 г. ПодвигА. И. Гридинского
04.08.1943 г. восьмёрка Ил-2 800-го шап (292-я шад, 1-й ШАК, 5-я ВА) во главе с капитаном С. Д. Пошивальниковым при полной бомбовой нагрузке оторвалась от взлётной полосы и взяла курс к линии фронта, чтобы нанести удар по танковой колонне противника, обнаруженной недалеко от Белгорода.

Штурмовики миновали линию фронта. Вот и цель. Самолёты перестроились, образовав в небе «круг групп», и пошли в атаку.
«Илы» расстреливали из пушек и пулемётов зенитные точки, сбрасывали бомбы на немецкие танки. При третьем заходе на цель командир звена лейтенант А. И. Гридинский заметил, что машина Пошивальникова задымила. Самолёт командира пошёл на вынужденную посадку в расположении вражеских войск. «Спасти во что бы то ни стало», — решил Гридинский и, сбросив последние бомбы на врага, последовал за машиной Пошивальникова.

Немцы тем временем начали артиллерийский обстрел площадки, где приземлился советский самолёт. Туда спешили и немецкие мотоциклисты. Не теряя ни секунды, Гридинский посадил свой штурмовик рядом с горящей машиной командира. Подбежав к повреждённому самолёту, он помог выбраться из него лётчику, и через несколько минут самолёт был уже в воздухе.

### 10.08.1943 г. Удары по аэродромам
К 10.08.1943 г. несмотря на удержание советскими авиаторами господства в воздухе, противник имел немало самолётов. Чтобы окончательно сломить его сопротивление, у командующего 5-й ВА генерала С. К. Горюнова возникла мысль нанести бомбоштурмовой удар по вражеским аэродромам Сокольники, Померки и Основа.

Командующий фронтом И. С. Конев одобрил замысел командарма, но потребовал, чтобы план-график авиационной поддержки наступления наземных войск при этом строго соблюдался. Офицерам штаба Воздушной армии пришлось немало потрудиться, чтобы перегруппировать силы без ущерба для поддержки боевых действий танков и пехоты. В итоге решили ударить не по трём, а только по двум аэродромам: Сокольники и Померки.

Ведущими штурмовых групп 1-го ШАК были назначены штурман 800-го шап (292-я шад, 1-й ШАК, 5-я ВА) капитан М. И. Степанов и командир звена 673-го шап (266-й шад) ст. лейтенант В. А. Багров.

Штурмовиков прикрывали истребители 270-го иап (203 иад) во главе с капитаном С. Д. Луганским и 516-й иап (203-й иад) во главе со ст. лейтенантом Н. В. Буряком.

В Померках базировалось 20 Bf-109. Пять из них в результате налёта сгорели, несколько машин было повреждено огнём из пушек.
Штурмовой налёт на аэродром Сокольники оказался ещё более удачным: там было подожжено 22 бомбардировщика, повреждено 5 сборных ангаров, взорван склад боеприпасов.